# Ryugyong Hotel

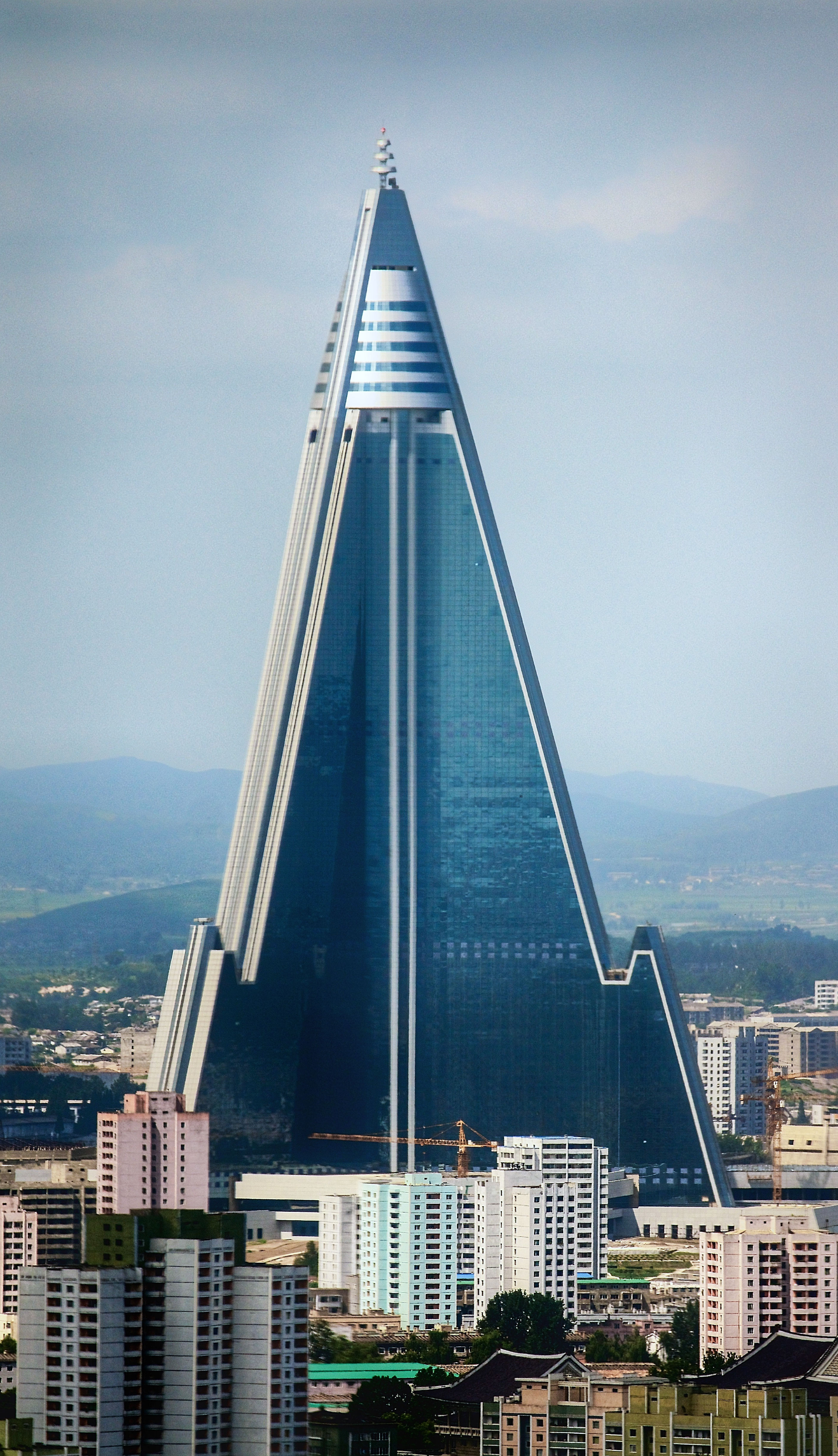
Ryugyong Hotel, augusti 2011.

Ryugyong Hotel är en påbörjad byggnad som finns i Pyongyang i Nordkorea. Ryugyong betyder Pilträdens huvudstad och är ett gammalt namn på Pyongyang. Byggnaden projekterades under 1980-talet och var tänkt att bli världens största hotell. Fastän Ryugyong Hotel aldrig blivit färdigställt syns byggnaden som ett stort monument över hela Pyongyang. Det är den högsta byggnaden och syns överallt i staden.

## Historik
Redan flera år innan byggnationen började skröt den nordkoreanska regimen om denna byggnad och den kunde ses på till exempel frimärken. Hotellet skulle bli 300 meter högt och rymma 3 000 hotellrum. Dessutom skulle det högst upp finnas ett flertal restauranger och även ett kasino planerades. Bygget påbörjades 1987 och pågick till 1992. Då hade man gjort jobbet med att gjuta hela konstruktionen i betong. Därefter stannade arbetet av och byggnaden stod i mer än tio år som   ett tomt betongskal helt utan inredning, fönster och dörrar. En lyftkran lämnades kvar i toppen på byggnaden. 
| Det övergivna hotellet 2005. |  | Hotellet våren 2010. |
| Det övergivna hotellet 2005. |  | Hotellet våren 2010. |

Arbetet på byggnaden återupptogs under 2008 tillsammans med det egyptiska telecombolaget Orascom. Planen var att nu färdigställa hotellet till Kim Il Sungs födelsedag den 15 april 2012. Denna tidsplan höll inte heller, men byggnaden försågs med heltäckande glasfönster utmed fasaden.
I november 2012 meddelade hotellgruppen Kempinski att de skulle driva hotell i byggnaden, men på grund av restriktionerna mot Nordkorea avbröts projektet sex månader senare.
År 2018 monterades en lysdiodskärm upp på ena sidan av byggnaden där propaganda och ljusshows regelbundet visas.